# ЭПЧ-3
ЭПЧ-3 — специализированная цепная электромоторная пила повышенной частоты (400Гц).
Цепная электропила ЭПЧ-3 была создана в начале 1960-х годов, в качестве замены электропилы ЭП-К6. В отличие от предшествующей модели, ЭПЧ-3 не предназначена для валки деревьев и создана специально для раскряжёвки.
В настоящий момент выпускается модификация электропилы с номером модели ЭПЧ-3.0-2.

## Характеристики
(модель ЭПЧ-3.0-2)
Номинальное напряжение: 220 Вольт 

Частота тока: 400 Гц

Вес: 9.70 кг

Мощность электровигателя: 3.00 кВт

Частота вращения ротора: 12000 оборотов в минуту

Рабочая длина шины: 470 мм

## История
До создания бензопилы «Дружба» советская лесная промышленность использовала преимущественно цепные пилы с электромоторным приводом. В основном это были электропилы повышенной частоты (200Гц) ЭП-К5 и ЭП-К6. Пилы управлялись одним человеком и предназначались как для валки, так и для раскряжёвки.
В 1960-х годах бензопилы «Дружба» стали вытеснять электропилы с лесосек, что послужило толчком к созданию электропилы, предназначенной исключительно для раскряжёвки.
Опытные образцы были созданы в 1964. Серийное производство начато в 1970.
За прошедшие годы конструкция пилы не претерпела серьёзных изменений и может считаться самой долгоживущей моделью цепной пилы.

## Использование
Электропила ЭПЧ-3 является специализированной электропилой и предназначается для поперечного распиливания брёвен на лесосеке, складах и стройках.
Питание пилы осуществляется от специализированных электрогенераторов или от обычной электросети, через преобразователь частоты.

## Производство
В СССР электропила ЭПЧ-3 выпускалась Ижевским машиностроительным заводом. Количество выпускаемых пил доходило до 30 тысяч в год.
В 1990-х годах, в связи со сменой технологии валки с хлыстовой на сортиментную, ЭПЧ-3 стала менее востребована. Её производство на заводе было прекращено.
В настоящий момент пила выпускается частным производителем в количестве менее 1000 штук в год.